# Triglochin striata
Triglochin striata é uma espécie de planta com flor pertencente à família Juncaginaceae. 
A autoridade científica da espécie é Ruiz & Pav., tendo sido publicada em Flora Peruviana, et Chilensis 3: 72. 1802.

## Portugal
Trata-se de uma espécie presente no território português, nomeadamente em Portugal Continental.
Em termos de naturalidade é nativa da região atrás indicada.

## Protecção
Não se encontra protegida por legislação portuguesa ou da Comunidade Europeia.